# Zolotukha (Astracan)
|  | Per a altres significats, vegeu «Zolotukha». |

Zolotukha (en rus: Золотуха) és un poble de l'óblast d'Astracan, a Rússia, segons el cens del 2021 tenia 1.327 habitants.